# Ратарске свеће
Ратарске свеће представљају вишевековни обичај, у манастиру Троноши, којим се дарују свеће и постављају у манастирској цркви испред олтара. Десну свећу прилажу села Тршић и Коренита, леву Зајача, Горња Борина и остали приложници, једна за јадрански, а друга за рађевски срез. Од давнина се пале сваке недеље и празницима за здравље, срећу, као и за заштиту од града и невремена и бољи род на њивама.
Оно што остане за годину дана буде претопљено и користи се за изливење нових свећа.
Тежачке или орачке свеће су се осим на западу Србије правиле и у Босни. Сличан обичај је постојао и код Белоруса, Украјинаца и финских Мордвина.
Обичај изливања и паљења ратарских свећа уврштен је у Национални регистар нематеријалног културног наслеђа Србије.

## Традиција
Традиција приношења свећа потиче још из времена робовања под Турцима, када у околини манастира није било парохијских цркава, па су калуђери служили у више села. Пошто су села била удаљена од манастира, становници нису могли често долазити цркви. Зато, када је калуђер осветио воду за Ускрс или за славу, остатак свеће коју је припремио домаћин, носио је у манастир. Од свих ових свећица прављене су две велике свеће и на Велики петак постављане испред олтара, које су за време богослужења паљене преко целе године.

## Обичај данас
Настављујући традицију, у време васкршњег поста, верници овог краја скупљају восак или новац којим се купује чист пчелињи восак, од којих се на Велику среду изливају две свеће од по 50 килограма висине 150 центиметара. На Велики четвртак после подне мештани их доносе до Капеле Светог Пантелејмона са чесмом девет Југовића, одакле креће литија према манастиру.